# Padmini

Padmini

Padmini (Malayalam പത്മിനി; * 12. Juni 1932 in Trivandrum, Travancore; † 24. September 2006 in Chennai, Tamil Nadu) war eine indische Schauspielerin und Bharatnatyam-Tänzerin. Sie gehörte insbesondere in den 1950er und 1960er Jahren zu den bekanntesten Darstellern der Filmindustrien des Malayalam-, tamilischen, Hindi- und Telugu-Films.

## Leben
Padmini wurde in eine Familie der Nayar-Kaste geboren. Ihre Schwestern Lalitha und Ragini waren ebenfalls Schauspielerinnen.
Sie absolvierte eine Ausbildung im Bharatnatyam-Tanz unter Guru Gopinath. Ihr Filmdebüt hatte sie im Jahre 1948 als Tänzerin in Uday Shankars Kalpana. Sie trat in A. S. A. Samis Velaikkari (1949) und in Manthiri Kumari (1950) von Ellis R. Dungan und T. R. Sundaram auf – zwei wichtigen frühen Filmen unter dem Einfluss der DMK. In zahlreichen weiteren tamilischen Filmen war sie gemeinsam mit M. G. Ramachandran und insbesondere mit Sivaji Ganesan zu sehen. Mit Ganesan und S. Varalakshmi spielte sie 1959 in B. R. Panthulus Historienspektakel Veerapandiya Kattabomman, von dem unter dem Titel Amar Shaheed auch eine Hindi-Version gedreht wurde. Ihr erfolgreichster Streifen war der tamilische Film Thillana Mohanambal (1968) von A. P. Nagarajan, in dem sie eine Bharatnatyam-Tänzerin spielt, die gegen einen Musiker kämpft.
Als ihre erste Rolle in einem Hindi-Film spielte sie 1952 den weiblichen Gegenpart von Motilal in S. S. Vasans Mr. Sampat, der Verfilmung eines Romans von R. K. Narayan. In zweien ihrer beliebtesten Hindi-Filme Jis Desh Mein Ganga Behti Hai (1960) und Mera Naam Joker (1970) war sie Partnerin von Raj Kapoor.
Nachdem sie ab Ende der 1970er Jahre einige Jahre in den USA verbracht hatte, hatte sie 1984 ein Comeback in Fazils Malayalam-Film Nokketha Dhoorathu Kannum Nattu. Anfang der 1990er Jahre zog sie sich aus dem Filmgeschäft zurück. Padmini starb an einem Herzinfarkt.

## Auszeichnungen
Für ihre Rolle in Ram Maheshwaris Kaajal (1965) wurde sie mit einem Filmfare Award als beste Nebendarstellerin ausgezeichnet. Sie war zudem zuvor für den Filmfare Award der besten Hauptdarstellerin aufgrund ihrer Leistung in Jis Desh Mein Ganga Behti Hai nominiert gewesen.

## Filmografie (Auswahl)
- 1948: Kalpana
- 1949: Velaikkari
- 1949: Ponmudi
- 1949: Laila Majnu
- 1950: Ezhai Padum Padu / Beedala Patlu
- 1950: Manthiri Kumari
- 1952: Mr. Sampat
- 1953: Ammalakalu / Marumagal
- 1954: Ethirparadathu
- 1954: Snehaseema
- 1954: Sorgavasal
- 1956: Madurai Veeran
- 1956: Amara Deepam
- 1957: Fahrt über drei Meere (Pardesi)
- 1958: Raj Tilak
- 1959: Veerapandiya Kattabomman / Amar Shaheed
- 1960: Jis Desh Mein Ganga Behti Hai
- 1961: Arasilankumari
- 1966: Chitthi
- 1967: Aurat
- 1967: Irutinte Atmavu
- 1968: Adhyapika
- 1968: Thillana Mohanambal
- 1969: Adimagal
- 1970: Penn Daivam
- 1970: Vietnam Veedu
- 1970: Mera Naam Joker
- 1984: Nokketha Dhoorathu Kannum Nattu
- 1990: Vasthuhara